# Ralph Smith (natation)
Pour les articles homonymes, voir Ralph Smith et Smith.
Ralph Smith est un nageur australien. Il participe aux Jeux paralympiques d'été de 1988 de Séoul où il remporte la médaille de bronze en nage style libre A7. 